# Drosera schmutzii
Drosera schmutzii är en sileshårsväxtart som beskrevs av Allen Lowrie och John Godfrey Conran. Drosera schmutzii ingår i släktet sileshår, och familjen sileshårsväxter. Inga underarter finns listade i Catalogue of Life.